# The god and death stars
the god and death stars（ザゴッドアンドデススターズ）

## 概要
2006年8月に東京にて結成。ギター＆ボーカルのaieが中心となり、3ピースバンドで活動を始める。aieが2007年にthe studsを結成したため活動を休止していたが、2009年に活動を再開し、メンバーチェンジを経て現在のメンバーとなる。

## メンバー
aie Guitar ＆ Vocal
愛知県出身 9月26日 O型
作詞と作曲はすべてaieによるもの。

2006年5月23日にdeadman活動休止。
2007年4月にthe studsを結成。2009年夏頃休止。
その後、the god and death starsを結成し、メインに活動開始。
他にも、gibkiy gibkiy gibkiyも並行して活動。

時折、新宿LOFTにてバーテンダーをしたり、godソロとして1人でライブや、配信ライブも行う。

また、akiやC4, JILS(復活時)のサポートギターも務めた。

kazu Bass
関東出身 1976年11月18日 B型
aieと共に、もうひとつのバンドgibkiy gibkiy gibkiyとしても活動している。

大嵩潤 Drums
茨城出身 6月23日
犬神サアカス團のドラマー犬神明に師事。

### 旧メンバー
ゆきの Bass
愛知県出身 1月16日 O型
初期メンバー。

高井 淳 Bass
1月10日 A型
2代目ベーシスト。

ヒロキ Drums

初期メンバー。

ササブチヒロシ Drums
11月12日 A型
2代目ドラマー。

### サポートメンバー
武井誠 Drums

## ディスコグラフィー

### アルバム
1. addle apple (2011)　6曲入り
2. tonight is the night (2012)　6曲入り
3. down of the god (2013)　10曲入り
4. mary bird milk (2014)　12曲入り
5. 賑やかな食卓 (2014)　6曲入り
6. after the addle apple (2016)　6曲入り
7. it isn't a singles (2016) single collection　11曲入り

### シングル
1. brother mustang and sister ripper (2012)
2. deep snow burned away (2016)